# Väckelsångs landskommun
Väckelsångs landskommun var en tidigare kommun i Kronobergs län.

## Administrativ historik
När 1862 års kommunalförordningar trädde i kraft inrättades i Sverige cirka 2 500 kommuner. Huvuddelen av dessa var landskommuner (baserade på den äldre sockenindelningen), vartill kom 89 städer och åtta köpingar. I Väckelsångs socken i Konga härad i Småland inrättades då denna kommun.
Vid kommunreformen 1952 bildade den storkommun genom sammanläggning med de tidigare kommunerna Jät och Uråsa.
År 1971 upplöstes den och dess område delades. Väckelsångs församling gick upp i Tingsryds kommun, medan Jäts och Uråsa församlingar fördes till Växjö kommun.
Kommunkoden 1952–70 var 0714.

### Kyrklig tillhörighet
I kyrkligt hänseende tillhörde kommunen Väckelsångs församling. Den 1 januari 1952 tillkom Jäts och Uråsa församlingar.

## Geografi
Väckelsångs landskommun omfattade den 1 januari 1952 en areal av 209,77 km², varav 172,18 km² land.

### Tätorter i kommunen 1960
I Väckelsångs landskommun fanns tätorten Väckelsång, som hade 415 invånare den 1 november 1960. Tätortsgraden i kommunen var då 16,0 procent.

## Politik

### Mandatfördelning i valen 1938–1966
| 6 | 7 | 7 |

| 20 |

| 7 | 2 | 6 | 5 |

| 19 |

| 7 | 10 | 3 |

| 18 |

| 11 | 15 | 2 | 7 |

| 32 |

| 11 | 14 | 2 | 8 |

| 31 |

| 10 | 16 |  | 8 |

| 32 |

| 10 | 17 |  | 7 |

| 32 |

| 9 | 16 |  | 9 |

| 30 | 5 |